# Сушёная хурма
Сушёная хурма — сухофрукт, получаемый при высушивании свежих плодов хурмы (Diospyros kaki) и являющаяся популярной закуской в странах Азии. Сушёная хурма имеет высокую биологическую ценность. Она содержит витамины А, С, Е, РР, В, макроэлементы (кальций, фосфор, калий, магний, натрий), и микроэлементы (железо, йод, марганец), глюкозу, органические кислоты, антиоксиданты, пищевые волокна.
Сушеная хурма может делиться на сушеную (влажность 35% и менее) и полусушеную (влажность около 50%)  в зависимости от содержания в ней воды. В целом, сушеная хурма более распространена, чем ее полусушеная форма, потому что полусушеная хурма, содержащая большое количество влаги, легко заражается грибковой инфекцией, что сокращает период ее хранения и распространения.
Многие целые сушёные плоды хурмы покрыты сверху белым порошком, который представляет собой кристаллизованную глюкозу, присутствующую внутри мякоти. Она перемещается на поверхность плода с влагой и высыхает, образуя порошок в период сушки.
Сушёная хурма полезна для здоровья. Она помогает улучшить пищеварение: клетчатка в её составе способствует увеличению количества полезных бактерий в кишечнике и усиливает обмен веществ. Благодаря калию и магнию помогает укрепить сердце и нервную систему, восстановить тонус сосудов. Также в хурме содержится значительное количество полифенолов — они снижают риск атеросклероза и инфаркта. Сушёная хурма обладает легким слабительным и мочегонным эффектом.
Сушёная хурма употребляется как самостоятельная сладкое лакомство, так и в качестве вспомогательного компонента в рецептуре снеков, хлопьев для завтрака и мюсли.

## История сушёной хурмы
Родиной хурмы (Diospyros kaki Thunb.) является Китай, где её история использования насчитывает около 3000 лет. Во времена династий Цинь (221-206 гг. до н. э.) и Хань (202 г. до н. э. - 220 г. н. э.), люди начали одомашнивать дикую хурму, поскольку она помогала людям пережить голод во время неурожая зерновых культур. Древние китайцы создали множество методов обработки плодов хурмы, включая технологию сушки свежих плодов на солнце.
Плоды хурмы были преподнесены в качестве подарков императорскому двору в Китае во время династии Хань, с 202 г. до н.э. по 220 г. н.э., и в конечном итоге были распространены в Корее и Японии где-то до 7-го века. Первая документация о сушеной хурме в Японии была обнаружена в историческом тексте (сборнике древних государственных законов и кодексов), написанном в эпоху Хэйан, где-то между 794 и 1185 годами нашей эры. К 10 веку сушеная хурма широко распространилась по всей Восточной Азии.
В средневековой Корее сушеная хурма из Санджу имела репутацию особого продукта, присуждаемого в виде подношения королевскому двору и центральным правительственным учреждениям со времен династии Чосон. Безалкогольные напитки, готовившиеся на королевской кухне Корейской империи и упомянутые в официальных меморандумах, включают среди прочего сушёную хурму.

## Промышленное производство сушёной хурмы
Существуют различные методы сушки хурмы, включая традиционные и современные методы. Среди этих методов дегидратация и сублимационная сушка являются двумя наиболее эффективными и широко используемыми методами для производства высококачественных, сушеных продуктов из хурмы. Среди прочих используемых в промышленных масштабах технологиях, можно отметить инфракрасную и микроволновую сушку.

### Традиционная сушка
Традиционные методы сушки включают в себя солнечную и воздушную сушку. Они экономичны, требуют минимальных инвестиций в оборудование и технологии, и экологически безопасны, используя только солнечный свет и естественную циркуляцию воздуха. Однако сушка плодов хурмы традиционными методами имеет несколько недостатков. Прежде всего, это трудоемкость и длительность этих методов - может потребоваться несколько дней или даже недель, чтобы эффективно удалить влагу из хурмы. Другой проблемой традиционной сушки является потенциальный риск загрязнения пылью, насекомыми, микроорганизмами и другими инфекциями окружающей среды, что может повлиять на качество и безопасность сушеного продукта. Наконец, сушка на солнце сильно зависит от погодных условий и может быть трудно применима в таких местах, где есть склонность к дождям, влажности или пасмурным дням.
В Азербайджане и Грузии традиционная сушка хурмы является практически единственным способом её переработки. Свежие, спелые и твёрдые плоды очищают от кожуры и связывают никами за плодоножки, а затем  подвешиваются для сушки под навесом. Для завершения сушки требуется около месяца, но иногда их оставляют висеть  до следующего года.

### Промышленная дегидратация
Промышленная дегидратация — это процесс, при котором вода из фруктов испаряется путем подачи тепла в специальное устройство — дегидратор для фруктов — с помощью циркулирующего воздуха. Регулируемые вентиляционные отверстия контролируют воздушный поток и высвобождение влаги во время процесса сушки. Оптимальная температура сушки обычно составляет от от 50 °C до 70 °C, чтобы способствовать эффективному удалению влаги без чрезмерного теплового повреждения фруктов. Как только хурма достигнет желаемого уровня влажности, обычно от 10% до 20%, процесс сушки завершается. Этот метод является одним из лучших промышленных способов сушки хурмы из-за его низкой стоимости и простоты. 

### Сублимационная сушка
Сублимационная сушка — это процесс, при котором вода удаляется из фруктов путем замораживания и сублимации под низким давлением. В процессе сушки ломтики хурмы быстро замораживаются до очень низкой температуры, обычно -40 °С. Когда ломтики полностью заморожены, камера вакуумируется. Это снижает давление, позволяя произойти сублимации льда в тканях фруктов. Этот процесс удалит большую часть влаги из хурмы (обычно оставляя менее 7% влажности). Низкотемпературные холодильные змеевики внутри вакуумной камеры собирают и конденсируют водяной пар в виде льда, поддерживая низкую влажность в камере, что способствует движению влаги из тканей фруктов наружу. Последний этап процесса сублимационной сушки называется десорбцией. Он включает в себя постепенное повышение температуры вакуумной камеры, чтобы способствовать удалению любой оставшейся влаги. Процесс мягко удаляет влагу, сохраняя структуру плода, в результате чего получается легкая и хрустящая текстура (не жевательная) вместе с интенсивным и концентрированным вкусом. По сравнению с традиционно высушенной хурмой сублимированная хурма имеет более длительные сроки хранения; лучше сохраняет полезные свойства за счёт большей сохранности биологически активных соединений.
Сублимационная сушка также является лучшим методом сушки по сравнению с другими методами с точки зрения рисков бактериального загрязнения, пыли и содержания витаминов. Людям, страдающим аллергией на пыль и пыльцу, рекомендуется употреблять продукты, высушенные с помощью технологии сублимационной сушки.

## Сушёная хурма в Японии и Корее
Сушёная, как впрочем и свежая хурма, является важной частью японской и корейской традиционной культуры, и прежде всего, культуры питания на протяжении многих сотен лет. Это деликатес можно встретить во многих областях: от поэзии и картин, до праздничных и повседневных блюд людей.
По-японски сушёная хурма называется «干し柿 — хосигаки» или «ころ柿 — корогаки». Это поэтическое название «хурма, сушеная на ветру», связано с тем, что японцы готовят это лакомство, развешивая свежие плоды на ветру. Обычно японская хурма бывает двух сортов: сладкая хурма (甘柿 — амагаки) и вяжущая хурма (渋柿 — сибугаки). Сладкая хурма (амагаки) хрустящая, обычно плоская по форме, ее можно употреблять в свежем виде благодаря ее невяжущему вкусу. Между тем, вяжущая хурма (сибугаки) имеет продолговатую форму, слегка заостренную к низу и вяжущий вкус.
Приготовление хосигаки и совместное употребление в Японии являются важной культурной традицией, превращая  сушёную хурму в сладкое лакомство, которые японцы традиционно дарят на Новый год.
В Корее сушёная хурма называется «곶감 — готгам». В корейской сказке "Тигр и Сушёная Хурма" (호랑이와 곶감) она отпугивает страшного тигра, прогоняет вора и останавливает плач ребёнка.

## Применение в кулинарии
Сушёная хурма используется как самостоятельный продукт, так и компонент для кулинарного творчества в таких национальных кухнях, как грузинская, азербайджанская,  китайская, японская, корейская и ряда других.
Сушёная хурма — обязательный компонент традиционного корейского напитка (компота) "сучжонгва" (수정과), включающего в свой состав также имбирь, корица, сахар, мёд.  Ещё одним традиционным напитком в Корее, где используется сушёная хурма, является ogwa-cha (오과차) — фруктовый чай, приготовленный из грецкого ореха, гинкго, жожоба, каштана и готгама. Другим известным корейским блюдом, в котором используется сушёная хурма является gotgamssam (곶감쌈) — десерт, представляющий из себя сушёную хурму, фаршированную грецким орехом.
В китайской кухне сушёная хурма чаще всего добавляется в тушёные блюда и супы для густоты и сладости.

## Фотогалерея
- Сушёная хурма (Тайвань)
- Уличная торговля сушёной хурмой в Китае
- Сушка хурмы в Японии (1)
- Сушка хурмы в Японии (2)
- Сушка хурмы на Тайване
- Корейский десерт - сушёная хурма, фаршированная грецкими орехами
- Сучжонгва - традиционный корейский напиток их сушёной хурмы
- Подача сушёной хурмы в Корее
- Сушеная хурма в работе японского художника Дзэсин Сибата
- Японский подарочный набор с сушёной хурмой